# Fernando Paz Castillo
Fernando Paz Castillo Aristiguieta (Caracas, 11 de abril de 1893 - Caracas, 30 de julio de 1981) fue un poeta, crítico literario, diplomático y educador venezolano. Es considerado una de las figuras más destacadas de la Generación de 1918 y fue miembro fundador del Círculo de Bellas Artes. Fue galardonado con el Premio Nacional de Literatura de Venezuela.

## Biografía
Hijo de Ignacio Paz Castillo y Luisa Aristeguieta, creció en un ambiente familiar propicio para el desarrollo de su vocación literaria, alentado por la biblioteca de sus padres. Cursó la educación secundaria en el colegio de los padres franceses de Caracas, donde entabló amistad con los poetas Enrique Planchart y Luis Enrique Mármol.
En 1910 ingresó a la Facultad de Derecho de la Universidad Central de Venezuela, pero abandonó los estudios tras el cierre temporal de la facultad dos años más tarde, por parte de la dictadura de Juan Vicente Gómez.
Fue cofundador de la revista Cultura, donde publicó sus primeros poemas en 1912. Ese mismo año participó en la fundación del Círculo de Bellas Artes.
En 1914 se trasladó a Los Teques, donde trabajó llevando la contabilidad en una fábrica de refrescos. Este entorno rural tuvo una influencia duradera en su obra poética. Regresó a Caracas en 1918 y preparó su primer poemario, Canciones del convaleciente, que nunca llegó a publicar. En 1935 contrajo matrimonio con Nicomédes Monsalve Casado, con quien tuvo dos hijos: Fernando Abel y María África Inés.
Ejerció la docencia entre 1922 y 1936 en el Instituto San Pablo y en la Escuela Normal Miguel Antonio Caro. En 1925, el novelista Rómulo Gallegos le dedicó la primera edición de La Trepadora, la cual fue inspirada por una sugerencia de este. Sobre su texto «Las Horas», el compositor Juan Bautista Plaza hizo un poema sinfónico-coral, el cual se estrenó en 1930 en el Teatro Nacional, Caracas.
A partir de 1936 inició una extensa carrera diplomática que se prolongó hasta 1959, representando a Venezuela en diversos países: España (1936), Francia (1937), Argentina (1938), Brasil (1939), Reino Unido (1940-1944), México (1944), Bélgica (1945-1948), Italia (1948), Ecuador (1949-1953 y 1958-1959) y Canadá (1953-1958). Fue cónsul general en Barcelona durante el estallido de la guerra civil española y, más tarde, en Londres, sufrió los bombardeos de la Segunda Guerra Mundial mientras se desempeñaba como primer secretario y consejero.
Tras retirarse del servicio exterior en 1959, se estableció definitivamente en Caracas, donde se dedicó a la colaboración en revistas y periódicos literarios, así como a la escritura de prólogos, poesía y crítica literaria. El 28 de octubre de 1965 fue incorporado como individuo de número a la Academia Venezolana de la Lengua, y en 1967 recibió el Premio Nacional de Literatura de Venezuela. En 1973 el entonces presidente Rafael Caldera lo condecoró con la Orden Andrés Bello, por motivo de sus ochenta años de vida.

## Obra

### Poesía
- La voz de los cuatro vientos (1931)
- Signo (1937)
- Entre sombras y luces (1945)
- Voces Perdidas (1966)
- El otro lado del tiempo (1971)
- Pautas (1973)
- Poesías escogidas 1920-1974 (1974)
- Persistencias (1975)
- Encuentros (1980)

### Ensayo
- Reflexiones de atardecer (Tres volúmenes; 1964)
- El romanticismo de don Francisco de Miranda (1965)
- De la época modernista, 1892-1910 (1968)
- Entre pintores y escritores (1970)